# Skorotice
Skorotice är en ort i Tjeckien.   Den ligger i regionen Vysočina, i den östra delen av landet, 160 km sydost om huvudstaden Prag. Skorotice ligger 431 meter över havet och antalet invånare är 145.
Terrängen runt Skorotice är kuperad österut, men västerut är den platt. Runt Skorotice är det ganska glesbefolkat, med 31 invånare per kvadratkilometer. Närmaste större samhälle är Bystřice nad Pernštejnem, 10,1 km nordväst om Skorotice. I omgivningarna runt Skorotice växer i huvudsak blandskog.